# Menhir von Port Ellen

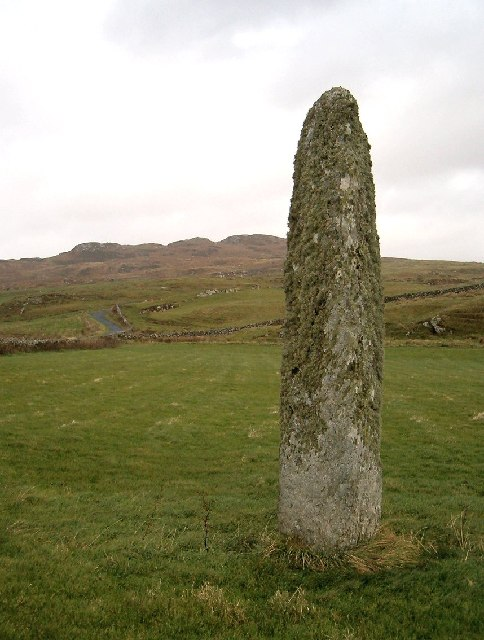
Menhir von Port Ellen

Der Menhir von Port Ellen ist ein vorgeschichtlicher Steinblock und steht östlich von Port Ellen, einem der Häfen der Innere-Hebriden-Insel Islay in Schottland.
Der Menhir (englisch Standing Stone) aus grobem Schiefer ist etwa 4,3 m hoch (der zweitgrößte der Insel abgesehen von einem der Menhire von Ballinaby) und steht in einem Acker östlich der Kilbride Road. Er hat am Boden einen Querschnitt von 0,92 × 0,53 m. In der Nähe, in Sichtweite zur Insel Texa stehen/liegen die Menhire von Kilbride (3,0 m) und Torradale (1,5 m hoch) und die Steinreihen von Achnancarranan.